# 伍德伯恩機場
伍德伯恩機場（英語：Woodbourne Airport）是一個位於新西蘭南島布倫亨以西的小型機場。